# 夏仲文
夏仲文（英語：Jeremy Hazin，2000年2月27日—），加拿大男子乒乓球運動員，擁有一半華人血統，17歲時成為加拿大史上最年輕全國男單冠軍，參加過2020年、2024年兩屆夏季奧運會。

## 生平
夏仲文的父親來自巴勒斯坦，母親為第二代華裔。他13歲時參加世界乒乓球锦标赛，為加拿大史上最年輕代表。2017年獲得加拿大錦標賽男子單打冠軍，次年成功衛冕並獲得雙打冠軍。2019年在利马舉行的泛美運動會上，男子單打進入16強，雙打和團體進入8強。
2020年東京奧運會單打第一輪0:4不敵斯洛文尼亚選手Bojan Tokić，2024年巴黎奧運會團體賽第一輪加拿大0:3負於德國。
2024年乒乓球混合团体世界杯，夏仲文代表的加拿大隊在小組賽三連敗，無緣晉級。